# Genovés
Genovés è un comune spagnolo di 2 478 abitanti situato nella comunità autonoma Valenciana.